# Begin (Band)
Begin (jap. ビギン) ist eine Band von der Insel Ishigaki (jap. 石垣島) in der japanischen Präfektur Okinawa. Sie steht bei der Agentur Amuse unter Vertrag.

## Allgemeines
Anfangs spielte Begin eine Mischung aus Blues und Folkrock, jedoch besannen sie sich Ende der neunziger, Anfang 2000 immer mehr auf ihre Herkunft von den Ryūkyū-Inseln und richteten ihre Art zu spielen und die Wahl der Instrumente danach aus. Sie gelten seitdem als einer der erfolgreichsten Exporteure der Kultur Okinawas. Obwohl die Band nur einmal in den Top Ten der japanischen Charts gelandet ist, ist sie dennoch sehr bekannt und beliebt.
Berühmt wurde Begin im Jahr 1990 durch die japanische Talentshow Ika-Ten. Dort gewannen sie das Finale. Die erste Single war „Koishikute“ (jap. 恋しくて). Sie kam auf Platz 4 in den Charts, bisher auch die höchste Platzierung der Band.
Ihren wahrscheinlich größten Hit landete die Band mit dem Lied Shimanchu nu Takara (jap. 島人ぬ宝), was so viel bedeutet wie „der Schatz der Inselleute“ oder „der Schatz der Menschen aus der Heimat“. In den Ryūkyū-Sprachen bedeutet Shima (島) nicht nur Insel, sondern auch Heimat, Dorf/Stadt oder zu hause. In diesem Titel zeigt sich ganz deutlich die Verbundenheit der Band mit ihrer Heimat. Der Titel ist nicht vollständig japanisch, sondern teils in der Sprache der Ryūkyūs. Die japanische Aussprache würde Shimabito no Takara (島人の宝), oder Shima no hito no Takara (島の人の宝) lauten. In der Präfektur Okinawa kennt fast jeder den Titel und kann ihn singen.
Mindestens ebenso berühmt und eingängig ist der Titel Nada Sōsō (涙そうそう). Er wurde mehrmals in verschiedenen Ländern Ostasiens gecovert.
Ein regelrechter Gassenhauer ist das Lied Ojii Jiman no Orion Biiru (オジー自慢のオリオンビール), Opas Stolz, Orion Beer. Ursprünglich sollte es nur ein Werbesong für Orion Beer, einer Biermarke aus Okinawa (mit ca. 50 % Marktanteil innerhalb Okinawas), werden. Jedoch wurde daraus schnell ein Evergreen.

### Mitglieder
Die Mitglieder der Band sind Eisyo Higa (比嘉 栄昇) (Gesang); Masaru Shimabukuro (島袋 優) (Gitarre & Hintergrundgesang) und Hitoshi Uechi (上地 等) (Keyboard & Hintergrundgesang). In ihrer nunmehr 20-jährigen Geschichte blieb die Band stets in ihrer Originalbesetzung.

## Ichi-Go-Ichi-E
Ichi-Go-Ichi-E (jap. 一期一会) steht eigentlich für „Ein einziges Treffen im Leben“. Eisyo Higa hat dafür eine neue Bedeutung geprägt: Eine „kinderleichte“ Art, eine von ihm mitentwickelte, relativ billige, 4-saitige Gitarre zu spielen, die einerseits der Sanshin nicht unähnlich klingt, aber auch den typischen Klang einer 6-saitigen Gitarre hat.
Die Akkorde kann man mit jeweils einem einzigen Finger halten. Und die Lieder selbst werden mit fünf Akkorden gespielt.
Auf diese Weise hat Begin drei Alben mit verschiedenen Themen (Eigene Hits, japanische/Okinawa Klassiker & westliche Klassiker) aufgenommen. Darin enthalten auch jeweils die Texte und die „Ichi-Go-Ichi-E“-Notationen zu den Liedern.

## Diskografie

### Studioalben
| Jahr | Titel                                                                          | Höchstplatzierung, Gesamtwochen, AuszeichnungChartsChartplatzierungen (Jahr, Titel, Platzierungen, Wochen, Auszeichnungen, Anmerkungen) | Anmerkungen                                              |
| Jahr | Titel                                                                          | JP | Anmerkungen                                              |
| ---- | ------------------------------------------------------------------------------ | --- | -------------------------------------------------------- |
| 1990 | Ongaku Ryodan (音楽旅団)                                                       | JP7 Gold · (13 Wo.)JP | Erstveröffentlichung: 23. Juni 1990                      |
| 1991 | Glider                                                                         | JP7 (8 Wo.)JP | Erstveröffentlichung: 27. März 1991                      |
| 1991 | Dokoka de Yume ga Kuchibue wo Fuku Yoru (どこかで夢が口笛を吹く夜)             | JP27 (4 Wo.)JP | Erstveröffentlichung: 21. November 1991                  |
| 1992 | The Roots                                                                      | — | Erstveröffentlichung: 2. Dezember 1992                   |
| 1993 | My Home Town                                                                   | — | Erstveröffentlichung: 22. September 1993                 |
| 1994 | Chhaban Night                                                                  | — | Erstveröffentlichung: 1. September 1994                  |
| 1995 | Fan -Little Pieces-                                                            | — | Erstveröffentlichung: 25. März 1995                      |
| 1995 | Used                                                                           | — | Erstveröffentlichung: 25. Oktober 1995                   |
| 1996 | Begin CM Compilation Twelve Steps                                              | JP46 (3 Wo.)JP | Erstveröffentlichung: 23. Oktober 1996                   |
| 1997 | Ongaku Ryodan II (音楽旅団 II)                                                 | — | Erstveröffentlichung: 21. Juni 1997                      |
| 1998 | Tokyo Ocean                                                                    | — | Erstveröffentlichung: 24. Juni 1998                      |
| 1999 | Begin Ballads                                                                  | — | Erstveröffentlichung: 25. März 1999                      |
| 2000 | Begins Island Chant (ryu.: ShimaUta – omoto takeo)                             | — | Erstveröffentlichung: 21. Juli 2000 Coveralbum           |
| 2000 | Begin                                                                          | — | Erstveröffentlichung: 21. September 2000                 |
| 2001 | Begin Best 1990–2000                                                           | JP— GoldJP | Erstveröffentlichung: 21. Februar 2001 Kompilation       |
| 2002 | Music From B.Y.G                                                               | — | Erstveröffentlichung: 21. März 2002                      |
| 2002 | Begins Island Chant (ryu.: ShimaUta – omoto takeo 2)                           | JP33 Gold · (58 Wo.)JP | Erstveröffentlichung: 3. Juli 2002 Coveralbum            |
| 2003 | Begins Ichi-Go-Ichi-E                                                          | JP7 Platin · (88 Wo.)JP | Erstveröffentlichung: 24. Juli 2003 Coveralbum           |
| 2003 | Begins Ichi-Go-Ichi-E, 58 Drive                                                | JP50 (7 Wo.)JP | Erstveröffentlichung: 21. August 2003 Coveralbum         |
| 2003 | Begins Ichi-Go-Ichi-E, Drive In Theater                                        | — | Erstveröffentlichung: 25. September 2003 Coveralbum      |
| 2004 | Ocean Line                                                                     | JP12 (10 Wo.)JP | Erstveröffentlichung: 14. Juli 2004                      |
| 2004 | Reef Line                                                                      | — | Erstveröffentlichung: 14. Juli 2004 CD+DVD               |
| 2005 | Forest Green                                                                   | — | Erstveröffentlichung: 23. Februar 2005                   |
| 2005 | Begin All Single Collection                                                    | JP5 Platin · (131 Wo.)JP | Erstveröffentlichung: 23. Februar 2005 Kompilation, 2CDs |
| 2007 | Okinawa Full Orchestra                                                         | JP39 (7 Wo.)JP | Erstveröffentlichung: 7. März 2007                       |
| 2008 | Begin Live Daizenshuu (Begin ライブ大全集)                                     | JP49 (4 Wo.)JP | Erstveröffentlichung: 26. März 2008 Kompilation          |
| 2008 | Begins Ichi-Go-Ichi-E 2                                                        | JP55 (7 Wo.)JP | Erstveröffentlichung: 23. Juli 2008 Coveralbum           |
| 2009 | 3LDK                                                                           | JP33 (5 Wo.)JP | Erstveröffentlichung: 5. August 2009                     |
| 2010 | Begin no Shimauta ~omoto takeo 3~ (ビギンの島唄 〜オモトタケオ3〜)             | JP25 (9 Wo.)JP | Erstveröffentlichung: 8. September 2010                  |
| 2011 | Begin Single Daizenshuu Tokubetsukan (Begin シングル大全集 特別盤)             | JP33 (16 Wo.)JP | Erstveröffentlichung: 16. Februar 2011 Kompilation       |
| 2011 | Begin no Shimauta omoto takeo no ga Best (ビギンの島唄 オモトタケオのがベスト) | JP40 (10 Wo.)JP | Erstveröffentlichung: 20. Juli 2011 Kompilation          |
| 2012 | Tropical Blues (トロピカルフーズ)                                              | JP54 (6 Wo.)JP | Erstveröffentlichung: 24. Oktober 2012                   |
| 2015 | Begins Marussia Shora (ビギンのマルシャ ショーラ)                              | JP74 (3 Wo.)JP | Erstveröffentlichung: 24. Juni 2015                      |
| 2017 | Begins Marussia Shora 2 (ビギンのマルシャ ショーラ 2)                          | JP93 (2 Wo.)JP | Erstveröffentlichung: 24. Mai 2017                       |
| 2019 | Begin Banyan Folk Best (Begin ガジュマルベスト)                                | JP33 (30 Wo.)JP | Erstveröffentlichung: 16. Oktober 2019                   |
| 2019 | Begin Live Complete Vol. 2 (Begin ライブ大全集 2)                              | JP97 (1 Wo.)JP | Erstveröffentlichung: 20. November 2019 Livealbum        |

### Singles
| Jahr | Titel Album                                                   | Höchstplatzierung, Gesamtwochen, AuszeichnungChartsChartplatzierungen (Jahr, Titel, Album, Platzierungen, Wochen, Auszeichnungen, Anmerkungen) | Anmerkungen                             |
| Jahr | Titel Album                                                   | JP | Anmerkungen                             |
| ---- | ------------------------------------------------------------- | --- | --------------------------------------- |
| 1990 | Koishikute (恋しくて) –                                       | JP4 Gold + Gold (Mobile Downloads) · (16 Wo.)JP                                                                                                | Erstveröffentlichung: 21. März 1990     |
| 1990 | Blue Snow –                                                   | JP25 (8 Wo.)JP | Erstveröffentlichung: 1. Dezember 1990  |
| 1991 | You / Kore ga Hajimari Dakara (You / これがはじまりだから) –  | — | Erstveröffentlichung: 10. November 1991 |
| 1992 | Afureru Namida (あふれる涙) –                                 | — | Erstveröffentlichung: 25. Oktober 1992  |
| 1993 | Sayonara, Soshite Arigatou (さよなら、そしてありがとう) –     | — | Erstveröffentlichung: 25. Februar 1993  |
| 1993 | Dareka ga Kimi wo Yobu Koe ga (誰かが君を呼ぶ声が) –          | — | Erstveröffentlichung: 25. Juli 1993     |
| 1993 | Hana-mochi Hito (花待ち人) –                                  | — | Erstveröffentlichung: 1. November 1993  |
| 1994 | Okinawan Shout –                                              | — | Erstveröffentlichung: 25. Juli 1994     |
| 1995 | Kimi dake wo Tsurete (君だけをつれて) –                       | — | Erstveröffentlichung: 25. März 1995     |
| 1996 | Koe no Omamori kudasai (声のおまもりください) –               | JP36 (14 Wo.)JP | Erstveröffentlichung: 6. Juli 1996      |
| 1997 | Birthday Song –                                               | — | Erstveröffentlichung: 21. Mai 1997      |
| 1997 | Sora ni Hoshi ga Aru you ni (空に星があるように) –            | — | Erstveröffentlichung: 3. September 1997 |
| 1997 | Ai ga Hashiru (愛が走る) –                                    | — | Erstveröffentlichung: 21. November 1997 |
| 1998 | Uchi e Kaerou (家へ帰ろう) –                                  | — | Erstveröffentlichung: 21. März 1998     |
| 1998 | Mirai no Kimi e (未来の君へ) –                                | — | Erstveröffentlichung: 24. Juni 1998     |
| 1998 | Bouhatei de Mita Keshiki (防波堤で見た景色) –                 | — | Erstveröffentlichung: 12. August 1998   |
| 1999 | Ai wo Sutenaide (愛を捨てないで) –                            | — | Erstveröffentlichung: 21. Oktober 1999  |
| 2000 | Nada Sousou (涙そうそう) –                                    | — | Erstveröffentlichung: 23. März 2000     |
| 2000 | Sora ni Hoshi ga Aru you ni (空に星があるように) –            | JP47 (3 Wo.)JP | Erstveröffentlichung: 31. Mai 2000      |
| 2000 | Kaze yo (風よ) –                                              | — | Erstveröffentlichung: 18. Oktober 2000  |
| 2001 | Akari (灯り) –                                                | — | Erstveröffentlichung: 24. Oktober 2001  |
| 2002 | Botoru Nihon to Chokoreeto (ボトル二本とチョコレート) –       | — | Erstveröffentlichung: 27. Februar 2002  |
| 2002 | Shimanchu nu Takara (島人ぬ宝) –                              | JP47 Gold + Platin (Mobile Downloads) · (60 Wo.)JP                                                                                             | Erstveröffentlichung: 22. Mai 2002      |
| 2002 | Nada Sousou / Shimanchu nu Takara (涙そうそう ／ 島人ぬ宝) –  | — | Erstveröffentlichung: 26. Juni 2002     |
| 2003 | Ojii Jiman no Orionbiiru (オジー自慢のオリオンビール) –       | — | Erstveröffentlichung: 20. Februar 2003  |
| 2003 | Sono Toki Umareta Mono (その時生まれたもの) –                 | JP38 (6 Wo.)JP | Erstveröffentlichung: 18. Juni 2003     |
| 2004 | Itsumademo / Yugafu-jima (いつまでも ／ ユガフ島) –           | JP49 (5 Wo.)JP | Erstveröffentlichung: 25. Februar 2004  |
| 2004 | Chikai (誓い) –                                               | JP37 (10 Wo.)JP | Erstveröffentlichung: 11. August 2004   |
| 2004 | Kimi wo Miteiru (君を見ている) –                              | — | Erstveröffentlichung: 16. Dezember 2004 |
| 2006 | Sanshin no Hana (三線の花/東京) –                             | JP20 Gold (Mobile Downloads) · (13 Wo.)JP | Erstveröffentlichung: 25. Oktober 2006  |
| 2007 | Miifaiyuu (ミーファイユー) –                                  | JP75 (2 Wo.)JP | Erstveröffentlichung: 7. Februar 2007   |
| 2007 | Koko kara Mirai e (ここから未来へ) –                          | JP115 (1 Wo.)JP | Erstveröffentlichung: 25. Juli 2007     |
| 2008 | Bokura no Kono Subarashiki Sekai (僕らのこの素晴らしき世界) – | JP99 (1 Wo.)JP | Erstveröffentlichung: 25. Juni 2008     |
| 2008 | Icharibao Hana (イチャリバオハナ) –                           | JP112 (2 Wo.)JP | Erstveröffentlichung: 22. Oktober 2008  |
| 2009 | Egao no Manma (笑顔のまんま) –                                | JP12 (6 Wo.)JP | Erstveröffentlichung: 7. Januar 2009    |
| 2012 | Kokudou 508 Gousen (国道508号線) –                            | — | Erstveröffentlichung: 7. September 2012 |
| 2013 | Haru ni Gondora (春にゴンドラ) –                              | JP156 (1 Wo.)JP | Erstveröffentlichung: 20. März 2013     |
| 2016 | (網にも掛からん別れ話) –                                      | JP188 (1 Wo.)JP | Erstveröffentlichung: 26. Oktober 2016  |

Weitere Lieder
- 2015: Voice of the Sea (JP: Gold (Digital))

### Videoalben
| Jahr | Titel                                                                   | Höchstplatzierung, Gesamtwochen, AuszeichnungChartsChartplatzierungen (Jahr, Titel, Platzierungen, Wochen, Auszeichnungen, Anmerkungen) | Anmerkungen                            |
| Jahr | Titel                                                                   | JP | Anmerkungen                            |
| ---- | ----------------------------------------------------------------------- | --- | -------------------------------------- |
| 2005 | Begin 15th Anniversary Concert ~Wonderful Tonight~ at Osaka Castle Hall | — | Erstveröffentlichung: 6. Juli 2005     |
| 2008 | Begin Acoustic Concert 2007 Raibu Izu Traffic                           | JP112 (2 Wo.)JP | Erstveröffentlichung: 27. Februar 2008 |
| 2015 | Begin Brasil – Live in Sao Paulo                                        | JP210 (1 Wo.)JP | Erstveröffentlichung: 18. März 2015    |
| 2018 | Begin× Kyoto City Symphony Orchestra "Islander Symphony"                | JP105 (1 Wo.)JP | Erstveröffentlichung: 18. April 2018   |